# Kinga Szemik
Kinga Jadwiga Szemik (* 25. Juni 1997 in Żywiec) ist eine polnische Fußballtorhüterin. Seit Juli 2022 steht sie bei Stade Reims unter Vertrag. Seit 2018 ist sie zudem polnische Nationalspielerin.

## Karriere

### Vereine
Szemik begann ihre Karriere in ihrer Heimatstadt beim TS Mitech Żywiec. Dort absolvierte sie am 17. April 2014 beim 3:1-Sieg gegen KKP Bydgoszcz ihren ersten Profieinsatz, als sie für die Stammtorhüterin Komosa eingewechselt wurde. Ihren Heimatverein verließ sie 2016 und wechselte an das Universitätsteam der University of Texas Rio Grande Valley, die UT Rio Grande Valley Vaqueros. Im amerikanischen College-Fußball absolvierte sie 61 Spiele, bevor sie zurück nach Europa kehrte und sich dort zunächst dem FC Nantes anschloss. 2022 wechselte sie innerhalb der französischen ersten Liga zu Stade Reims, wo sie seitdem unter Vertrag steht.

### Nationalmannschaft
Szemik absolvierte einige Spiele für polnische Nachwuchsmannschaften. Ihr Debüt in der Polnischen A-Nationalmannschaft gab sie am 4. Oktober 2018 bei einem 3:0-Sieg gegen Estland. Seitdem kamen einige weitere Länderspiele hinzu, die sich jedoch auf Freundschafts- und Qualifikationsspiele sowie Spiele in der Nations League beschränkten. Beim Algarve-Cup 2019, bei dem Polen den zweiten Platz belegte, stand Szemik als dritte Torhüterin im Kader, ohne zum Einsatz zu kommen. 2025 nahm Polen erstmals an einer Europameisterschaft teil; Szemik stand in allen drei Vorrundenspielen auf dem Platz. Danach schied Polen nach Niederlagen gegen Deutschland und Schweden und einem Sieg gegen Dänemark als Gruppendritter aus dem Turnier aus.